# 土佐市消防本部
土佐市消防本部（とさししょうぼうほんぶ）は、高知県土佐市の消防部局（消防本部）。

## 管内の現況
- 管内の人口 - 25,879人

2020年（令和2年）1月1日現在
- 管内の世帯数 - 10,508世帯

2020年（令和2年）1月1日現在
- 管内の面積 - 91.50km2

2020年（令和2年）1月1日現在

## 組織
- 消防長（消防司令長）
  - 消防次長
    - 総務課
    - 警防課
    - 土佐市消防署
      - 宇佐分署

2019年（平成31年）4月1日現在

## 消防署等
消防署
| 消防署       | 所在地                   | 分署                                 |
| ------------ | ------------------------ | ------------------------------------ |
| 土佐市消防署 | 高知県土佐市蓮池978番地1 | 宇佐:高知県土佐市宇佐町宇佐1689番地1 |

主力機械
- 消防ポンプ車:1
- 水槽付消防ポンプ車:1
- 救助工作車:1
- 小型ポンプ付積載車:1
- 高規格救急車:3
- 軽救急車:1
- 指令車:1
- 指揮車:1
- 人員輸送車:1
- 赤バイ:3